# Dezider Milly
Dezider Milly (7. srpna 1906, Kyjov – 1. září 1971, Bratislava) byl karpatorusínský a slovenský malíř, grafik a pedagog, představitel výtvarného umění Rusínů na Slovensku.
Narodil se na východním Slovensku v rodině duchovního z etnické menšiny Lemků. Roku 1926 absolvoval učitelský seminář v Prešově. V letech 1926–1933 vystudoval malbu na tehdy střední Uměleckoprůmyslové škole v Praze u Josefa Schussera a Arnošta Hofbauera. V letech 1935–1943 vyučoval v obcích Orlov a Plaveč v okrese Stará Ľubovňa. Ve školním roce 1943–1944 se stal ředitelem základní (obecné) školy a později učitelského semináře v Prešově. Od roku 1946 žil v Bratislavě. Byl pedagogem na Pedagogické fakultě Univerzity Komenského, v letech 1948–1949 na Slovenské technické univerzitě a od roku 1949 spoluzakladatelem a profesorem na Vysoké škole výtvarných umění, kde vyučoval na katedře všeobecného a krajinářského malířství až do své smrti. V roce 1952 zastával na VŠVU funkci rektora .

## Tvorba
Při studiích v Praze se Milly spřátelil s mladšími slovenskými spolužáky – malíři ze skupiny Generácia 1909 (Cyprián Majerník, Ján Mudroch a další) a stal se jejím členem. V Praze také později vstoupil do Umělecké besedy. Stylově se přiklonil k expresionismu, náměty čerpal z národopisu a sociálně kritických témat. Používal techniku olejomalby, tempery, akvarelu a pastelu, techniky kombinoval, maloval i na sklo. Věnoval se figurální malbě, krajinomalbě, grafice a knižním ilustracím.. V jeho malbě byl shledáván meditativní lyrismus s impresivními i expresivními tendencemi.
V roce 1962 mu byl udělen titul zasloužilý umělec a v roce 1971 titul národní umělec.

## Díla
- Pusté Pole
- Dievča na dedine (1941)
- Pohreb (1942)
- Blúdiaca (1943)
- Dievča s ovocím (1942, 1948)
- Krivý Jarok (1944)
- Predjarie v Kyjove (1945)
- Valach s ovcou (1948)
- Zlietanie supov (1948)
- Tokajík (1958)
- Dievča s kvetinou (1960)
- Pred žatvou (1963)
- Rusínska balada (1968)
- Kyjovský kotár (1968)
- Na dedine
- Pastieri
- Zima v Hornom Šariši (1970)

### Zastoupení ve sbírkách
- Galéria Dezidera Millyho ve Svidníku
- Slovenská národná galéria v Bratislavě
- Stredoslovenská galéria Banská Bystrica
- Galéria umelcov Spiša Spišská Nová Ves